# Даніель і Луїс Монкада

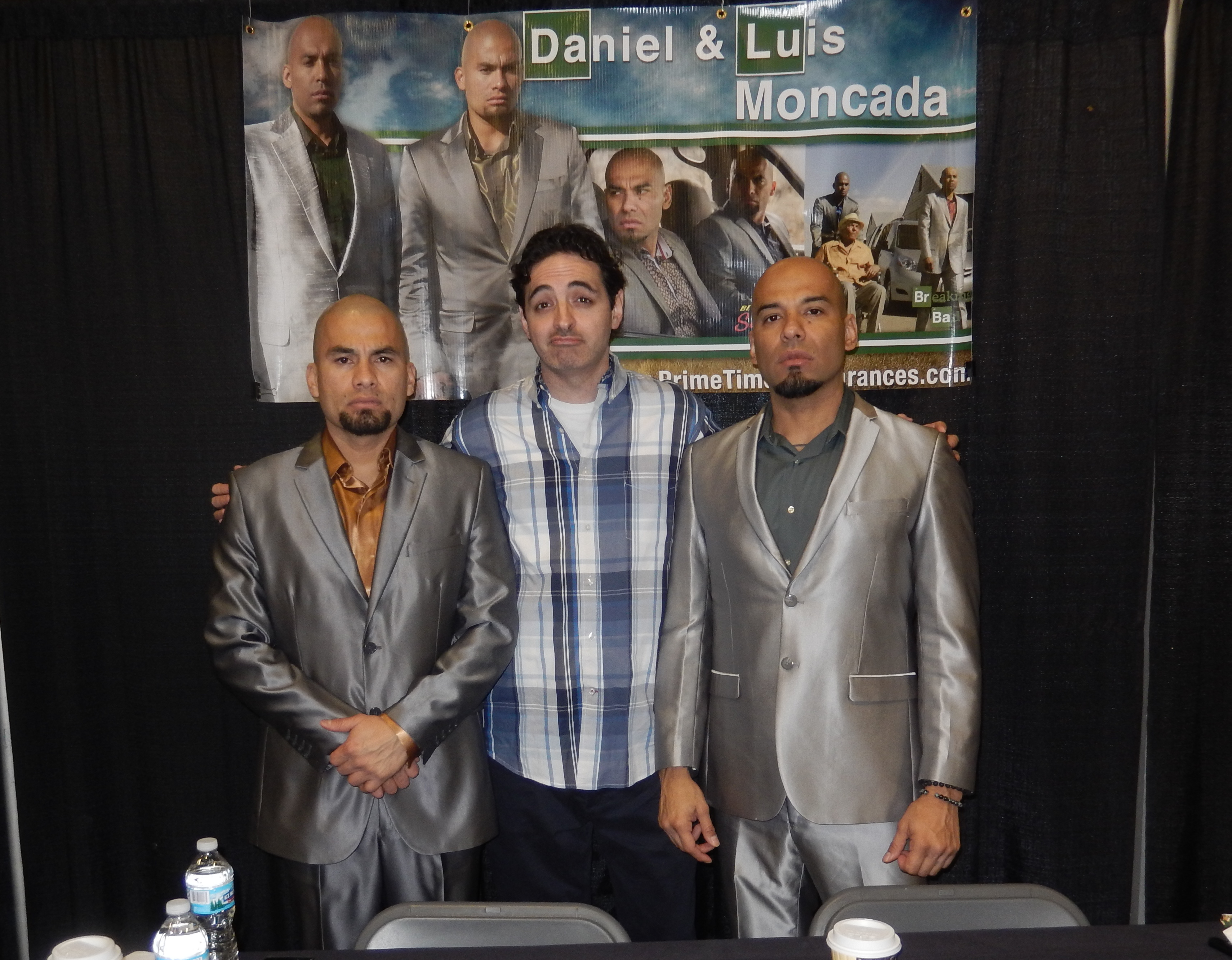
Даніель і Луїс у 2019 році

Даніель Монкада та Луїс Монкада (англ. Daniel and Luis Moncada)— американські актори та брати близнюки гондураського походження.
Найбільш відомі своїми ролями братів «Кузенів» Леонеля та Марко Саламанки у відзначеному нагородами кримінальному драматичному серіалі AMC «Пуститися берега» (2008–2013) та його спін-оффі «Краще подзвоніть Солу» (2015–2022).    Незважаючи на роль близнюків в обох серіалах, Луїс приблизно на три роки старший за Даніеля в реальному житті.
Луїс Монкада раніше був членом вуличної банди і відбув ув'язнення у в'язниці за крадіжку автомобіля. 
Станом на 2025 рік вони обидва є партнерами-стрімерами на Twitch .

## Фільмографія

### Ролі Даніеля
- Виправданий (2014) - Маноло
- Саботаж (2014) - Brujo's Sicario #5
- Макфарланд, США (2015) - Едді
- Кровний батько (2016) - Choop
- Bright (2017) - Shadow, немає в титрах
- Мул (2018) - Едуардо
- Тупик (2019) - Сонник
- Пуститися берега (2010) - Леонель Саламанка
- Краще подзвоніть Солу (2016–2022) — Леонель Саламанка

### Ролі Луїса
- Латинський дракон (2004) - гангстер
- Collateral (2004) - Вбивця з холодними очима
- Ель Падріно (2004) — охоронець (в титрах не указан)
- Розпродаж у дворі (2004) - член банди №2
- Удар по цеглинах (2008) - Руді
- Дні гніву (2008) - Oso
- Форсаж (2009) - Scar Thug
- До життя (2009) - Oso
- Декстер (2011) - Хуліо Бенеш
- К-11 (2012) - ShyBoy
- Саботаж (2014) - Brujo's Sicario #2
- Бруклін 9-9 (2014) - Тіто Руїс
- Рівень вулиці (2015) - Tommy
- Так Б. Воно (2016) - Зандерів тато
- Це зараз (2016) - Джонні
- Ніч молода (2017) - Луїс
- Яскравий (2017) - Каспер
- Get Shorty (2019) - Queso
- Пуститися берега (2010) - Марко Саламанка
- Краще подзвоніть Солу (2016–2022) – Марко Саламанка

## Зовнішні посилання
- Daniel Moncada на сайті IMDb (англ.)
- Luis Moncada на сайті IMDb (англ.)